# Исаи ап Кередиг
Исаи ап Кередиг (валл. Iusay ap Ceredig; V—VI века) — предположительно, король Кередигиона (на рубеже V и VI веков).

## Биография
Хотя имя Исаи отсутствует в наиболее ранней из дошедших до нашего времени валлийской генеалогии, составленной около 1200 года, он упоминается в более поздних генеалогических трактатах (например, в 26-й главе «Harleian MS 3859» и 21-й и 42-й главах Генеалогий Колледжа Иисуса). В них он назван одним из сыновей короля Кередига ап Кунеды и предком позднейших королей Кередигиона. Однако проблемы хронологического характера позволяют предположить, что Исаи мог быть не сыном, а одним из потомков Кередига, возможно, его правнуком.
В исторических источниках отсутствуют какие-либо подробности о правлении Исаи ап Кередига. Предполагается, что он мог или единолично править королевством, или разделять власть с другими представителями династии, или вообще не иметь королевского титула. Время его возможного правления приблизительно определяется периодом около 500 или 510 года.
На рубеже V и VI веков Кередигион представлял собой небольшое королевство в пограничьи Диведа и Гвинеда. К этому времени относится свидетельство о том, что южная часть Кередигиона находилась под властью диведского короля Айргола Длиннорукого. Возможно, это свидетельствует о экспансии этого правителя на земли соседнего королевства Гвинед, которая затронула и земли Кередигиона. Однако насколько точны эти сведения — неизвестно, так как первые достоверные известия в средневековых источниках о истории Кередигиона относятся к периоду не ранее начала VII века.
Преемником Исаи ап Кередига на престоле Кередигиона называют его сына Сергила.
Установившаяся в конце XI века валлийская традиция называла святого Давида племянником короля Исаи ап Кередига. Согласно преданиям, отцом святого был король Сант, брат Исаи, разделявший с ним правление Кередигионом. В настоящее время мнение о Санте как об отце Давида считается ошибочным. В то же время сведения о родстве этого святого с семьёй Кередига ап Кунеды признаются достоверными.